# Katastrofa górnicza w kopalni „Cleophas”
Katastrofa górnicza w kopalni „Cleophas” – katastrofa, do której doszło w nocy z 3 na 4 marca 1896 roku w kopalni „Cleophas” (późniejszy „Kleofas”) w Załężu (od 1924 roku część Katowic).

## Przebieg wydarzeń

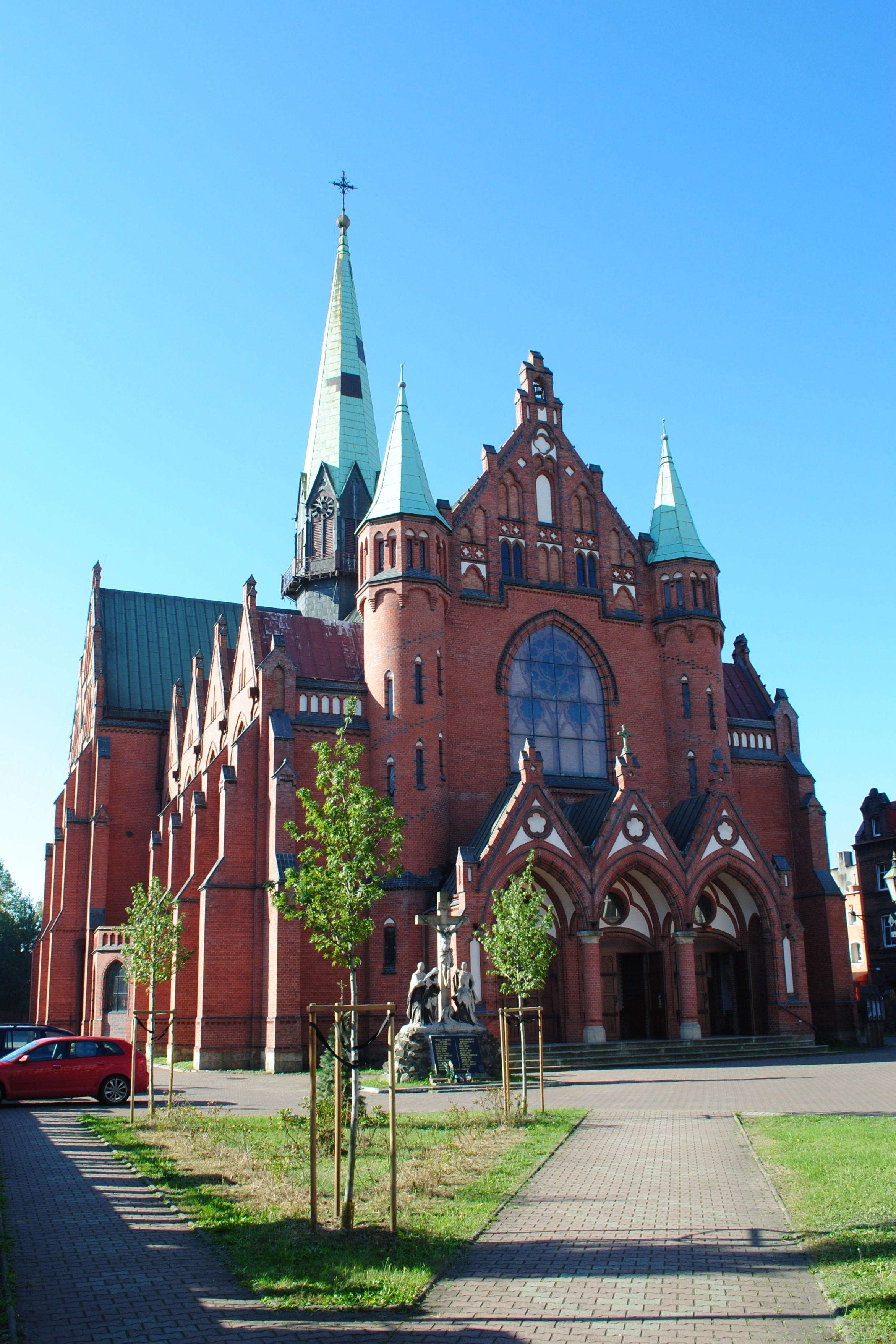
Kościół wotywny pw. św. Józefa w katowickiej dzielnicy Załęże (2024)

Do katastrofy doszło w nocy z 3 na 4 marca 1896 roku. Miejscem katastrofy był szyb „Frankenberg” kopalni „Cleophas” (późniejsza Kopalnia Węgla Kamiennego „Kleofas”), położony na terenie Załęża, w Cesarstwie Niemieckim. Szyb głęboki na 450 metrów był drążony od dołu kopalni i nie wychodził na powierzchnię, do której pozostało około 120 metrów. 
Pożar wybuchł 3 marca 1896 roku około 21.30, a jego przyczyną była nieostrożność maszynisty – Karola Kotta, który podczas przelewania nafty do płonącej lampy, spowodował pożar. Szybko rozprzestrzeniający się ogień ogarnął drewnianą obudowę znajdującą się w szybie „Frankenberg”. Zapaliły się także ułożone na podeście deski, co dodatkowo podsyciło ogień. Sprawca starał się samodzielnie ugasić pożar, ale jego działanie nie przyniosły skutku. Ostrzegł on innych pracowników uszczelniających rurociągi parowe, po czym całą grupa wycofała się na poziom 125 m, lecz nie zamknęli oni za sobą tam wentylacyjnych. Spowodowało to odwrócenie prądu powietrza, a gorące spaliny, gazy i dym skierowały się w dół do podziemnych wyrobisk. Tym sposobem pożar dotarł do szybu „Walter”, gdzie nastąpiło odwrócenie prądów powietrza. Gazy zaczęły przepływać do pola zachodniego i szybu „Ceasar” oraz w kierunku pola wschodniego i szybu „Schwarzenfeld”. Ułatwiło to rozprzestrzenianie się pożaru, a trujące gazy i pyły bardzo szybko wypełniły wyrobiska. 
Akcja ratunkowa zapoczątkowana została około godziny 23.30. Prace ratunkowe przeprowadzono od szybu „Schwarzenfeld”, a razem z ekipą ratunkową na dół zjechali: dyrektor kopalni Carl Besser oraz sztygarzy Tomaszewski i Niesłony, którzy na dole kierowali akcją ratunkową. W akcji ratowniczej oprócz załogi kopalni wzięło udział ponad 300 górników i 20 osób z dozoru kopalń „Giesche” (późn. „Wieczorek”), „Heinitz” („Rozbark”), „Ferdinand” („Katowice”), „König” (Król) i „Myslowitz” („Mysłowice”). 
Rozprzestrzenianie się ognia miało ograniczyć stawianie tam pożarowych przy szybie „Recke”, a do szybu „Walter” skierowano wodę, którą gaszono pożar, zmieniając jednocześnie kierunek przepływu powietrza, lecz odwróciło to kierunek przepływu powietrza w pierwszym z tych szybów. By zmienić tę sytuację, przestano gasić pożar w szybie „Walter”, a górników wycofano do budowy tam pożarowych przy szybach i polach wydobywczych. 
Górnicy pracujący tego dnia w kopalni zjechali szybem „Recke” (70 z nich; im udało się uratować) i „Walter” (144 osób). Ponieważ dojście do szybu „Walter” prowadziło przez palący się szyb „Frankenberg”, górnicy uciekali w kierunku szybów „Szwarzenfeld” i „Caesar”, ale nie miały one żadnych urządzeń do wyciągania ludzi z kopalni poza kubłem na linie (szyb „Szwarzenfeld” służył do spuszczania drewna do kopalni). Akcja ratownicza trwała do wieczora 5 marca. 
W rejonie katastrofy znajdowało się od 135 do 144 górników.  z czego zginęło 104 z nich. Pozostawili oni 72 wdowy i 221 sierot. Uroczysty pogrzeb odbył się 7 marca 1896 roku w Dębie, gdzie pochowano najwięcej ofiar katastrofy (42 osoby). Górników pochowano także na cmentarzu w Bogucicach (40 osób), a pozostałych na cmentarzach katowickiej parafii Mariackiej i królewskohuckich parafii św. Jadwigi Śląskiej i św. Barbary. 

## Upamiętnienie ofiar

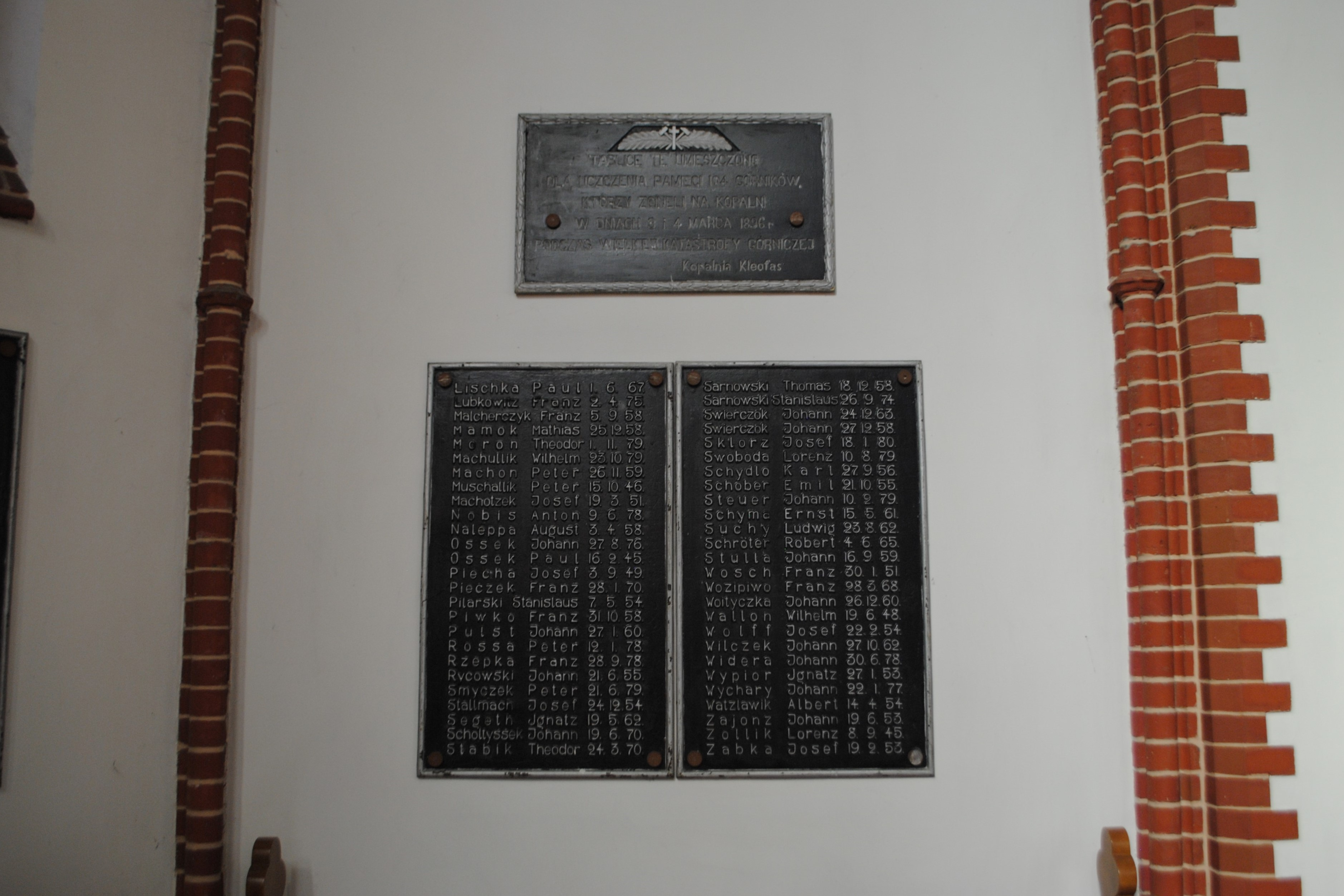
Tablice na prawo od ołtarza św. Barbary we wnętrzu kościoła pw. św. Józefa w Katowicach upamiętniające 104 zmarłych górników kopalni „Cleophas” (trzy z pięciu tablic)

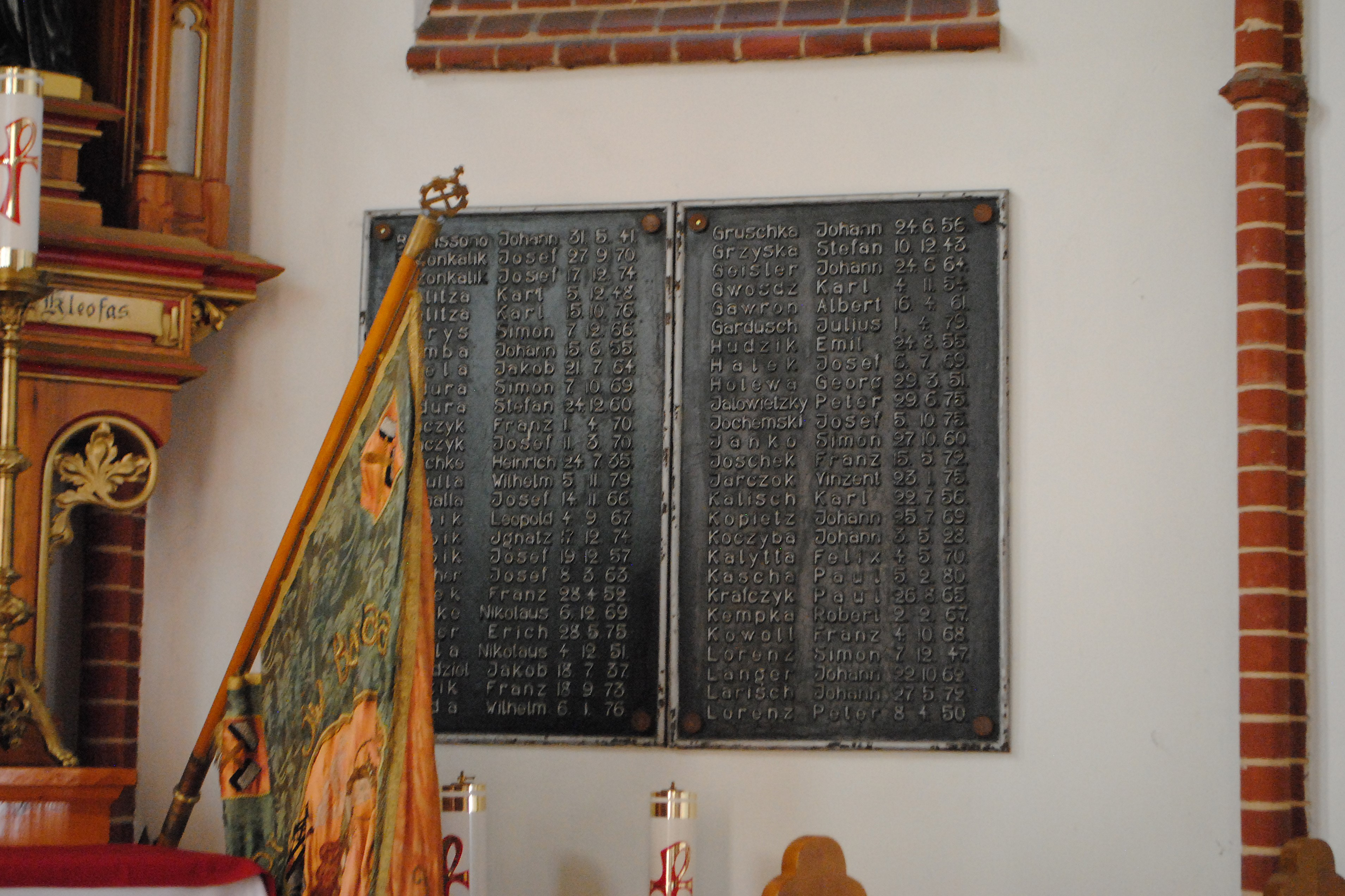
Pozostałe dwie tablice pamiątkowe

Podczas pogrzebu, odbywającego się na bogucickim cmentarzu ks. Ludwik Skowronek w imieniu wiernych z Załęża ślubował wystawienie kościoła wotywnego pod wezwaniem świętego Józefa – patrona dobrej śmierci. Ślubowanie zostało wypełnione – kościół pw. św. Józefa został wybudowany w latach 1898–1900. W jego bocznym ołtarzu pw. św. Barbary znajdują się tablice z nazwiskami ofiar katastrofy. Ponadto ulice w obrębie znajdującej się w Załężu Kolonii Mościckiego noszą imiona niektórych ofiar katastrofy: Szymona Badury, Szymona Borysa, Jerzego Cholewy, Józefa Ciemały, Leopolda Czoika, Franciszka Dudka, Jakuba Grządziela, Rafała Kempki, Jana Koczeby, Macieja Mamoka, Piotra Musialika oraz Jana Piechy.
Pamięci górnikom poświęcony jest także skwer Ofiar Tragedii 1896 roku w Kopalni Kleofas, znajdujący się w Katowicach na rogu ulic S. Kossutha, W. Witosa i Obroki, na terenie dzielnicy Osiedle Witosa.